# Ponte Tufillo
Il ponte Tufillo, detto anche ponte vecchio ed oggi denominato ponte di Sant'Antonio, è un antico ponte di Ascoli Piceno che attraversando il fiume Tronto collega i quartieri di porta Maggiore e di Campo Parignano, zona est della città agevolmente raggiungibile risalendo la via di Ponte Vecchio.
Si trova nelle vicinanze dell'omonima porta Tufilla e del ponte nuovo.

## Storia
La sua prima costruzione si fa risalire all'anno 1097, al tempo del vescovo ascolano Alberico, e, secondo questa datazione, sarebbe stato il ponte medioevale più antico di Ascoli.
Nei secoli che seguirono la struttura si andò progressivamente degradando e fu soggetta a restauri e ricostruzioni fino a diventare un ponte inutilizzato. 
Nel 1546 era chiamato il “ponte delle Tavole” poiché il suo utilizzo era reso possibile da una struttura sovrapposta costituita da assi di legno. 
Lo storico Giuseppe Fabiani racconta di restauri conservativi avvenuti tra il 1578 ed il 1590 e dell'intervento di risarcimento di un'edicola votiva nel 1564 che forse sorgeva all'inizio del ponte. 
Lo storico Mario Sabatucci ricorda che nel 1607 ebbe luogo l'appalto per il restauro del ponte che andò aggiudicato a G.B. Torretti da Civitella “de Regno” il quale ultimò l'opera di risarcimento del ponte stesso nell'anno 1613. 
Il ponte attuale è l'opera derivata dal progetto di ricostruzione del 1610 attribuito da Antonio De Santis a Lazzaro Giosafatti che avrebbe potuto avvalersi anche della capace collaborazione di Luigi Vanvitelli.
Del preesistente ponte si conservano le tracce del pilastro eretto al di sotto della prima arcata di quello ricostituito realizzato in blocchi squadrati di travertino, articolato su due fornici.
La pianta della città di Ascoli del 1600 di Emidio Ferretti, ai numeri 76 ed 82, distingue la presenza, al lato Sud del ponte, di una fontana detta "fons bovis", e, al lato nord, della piccola chiesa di Santa Maria a Mare, costruita nell'anno 1637 e successivamente abbattuta.